# Skyy Vodka

Logo der Wodkamarke

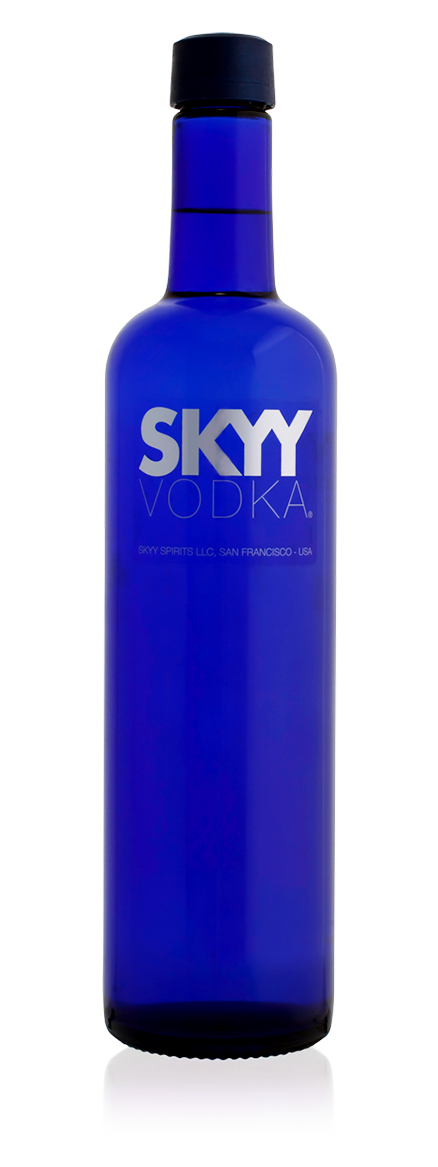
Skyy Vodka

Skyy Vodka ist eine US-amerikanische Wodkamarke, die vom kalifornischen Unternehmen SKYY Spirits LLC produziert wird. Die Marke gehört zur italienischen Gruppo Campari. Die Marke wird von der Campari Deutschland GmbH in Oberhaching auf dem deutschen Markt vertrieben.

## Varianten
Neben der Standard-Version Skyy Wodka, die einen Alkoholgehalt von 40 Vol.-% aufweist und in 0,7- und 1,0-Liter-Flaschen angeboten wird, gibt es auch eine Skyy 90 genannte Premium-Variante mit 90 Proof (45 Vol.-% Alkoholgehalt), die durch Beimischung von Wasser zu einem 100 %-Destillat entsteht.
Außerdem existieren unter dem Namen Infusions Geschmacksrichtungen mit Birne, Blutorange, Aprikose, Kirsche, Zitrone, Cranberry, Pfirsich, Apfel, Blaubeere, Ananas, Himbeere, Wassermelone, Grapefruit, Mango oder Erdbeere. Diese enthalten 35 Vol.-% Alkohol.